# 윌리안 파초
윌리안 호엘 파초 테노리오(스페인어: Willian Joel Pacho Tenorio, 2001년 10월 16일 ~ )는 에콰도르의 축구 선수로 현재 리그 1의 파리 생제르맹 FC에서 수비수로 활약하고 있다.

## 국가대표 경력
- 2022 FIFA 월드컵
- 2024 코파 아메리카

## 수상

#### 인데펜디엔테 델 바예
- 세리에 A : 2021

#### 로얄 앤트워프
- 벨기에 프로 리그 : 2022-23
- 벨기에 컵 : 2022-23

#### 파리 생제르맹
- 리그 1 : 2024-25
- 쿠프 드 프랑스 : 2024-25
- 트로페 데 샹피옹 : 2024
- UEFA 챔피언스리그 : 2024-25

### 개인
- 리그 1 시즌의 팀 : 2024-25